# Roquebrune (Gers)
 Roquebrune  (en occitano Ròcabruna) es una población y comuna francesa, ubicada en la región de Mediodía-Pirineos, departamento de Gers, en el distrito de Auch y cantón de Vic-Fezensac.

## Demografía
| 309 | 274 | 235 | 190 | 197 | 187 |
| Para los censos de 1962 a 1999 la población legal corresponde a la población sin duplicidades (Fuente: INSEE [Consultar]) |     |     |     |     |     |